# Ringsoort

Het traditionele 'ringmodel' van hybridisering van Larus-meeuwen rond het noordpoolgebied:
1: Larus argentatus argentatus
2: Larus fuscus sensu stricto
3: Larus fuscus heuglini
4: Larus argentatus birulai
5: Larus argentatus vegae
6: Larus argentatus smithsonianus
7: Larus argentatus argenteus
Variëteiten 1 en 7 kunnen onderling niet voortplanten.

Een ringsoort (Engels: ring species) is een biologische soort die bestaat uit meerdere variëteiten die geografisch een ring of cirkel vormen, waarbij ten minste twee variëteiten onderling niet meer kunnen voortplanten.

## Ontstaan
De "ring" ontstaat wanneer een haar leefgebied uitbreidende soort op een onbewoonbare regio stuit waarbinnen zij niet kan overleven (bijvoorbeeld een woestijn, een gebergte of een zee/meer). Vervolgens verspreidt de soort zich langs de randen van deze regio, tot de twee "uiteinden" elkaar weer ontmoeten, waarbij de variëteiten zich zodanig hebben ontwikkeld dat onderlinge voortplanting onmogelijk is geworden.

## Evolutie
Een ringsoort verkeert in de laatste fase van micro-evolutie naar soortvorming: zodra één of meerdere variëteiten in het geheel niet meer met de andere verwante variëteiten kunnen voortplanten door het wegvallen van tussenvormen, zijn er twee nieuwe, onafhankelijke soorten ontstaan.
Ringsoorten zijn als zodanig levend bewijs van evolutie aangezien de verschillende variëteiten zich aanpassen aan hun specifieke omgeving en daardoor genetisch veranderen ten opzichte van elkaar, en zich uiteindelijk opsplitsen in nieuwe soorten. Ze weerleggen daarmee de veronderstelling dat soorten volledig onafhankelijk van elkaar zouden zijn geschapen.

## Voorbeelden

Veronderstelde evolutie en verspreiding van de grauwe fitis (Phylloscopus trochiloides).
P. t. trochiloides
P. t. obscuratus
P. t. plumbeitarsus
P. t. "ludlowi"
P. t. viridanus
N.B.: De P. t. nitidus in de Kaukasus wordt niet getoond.

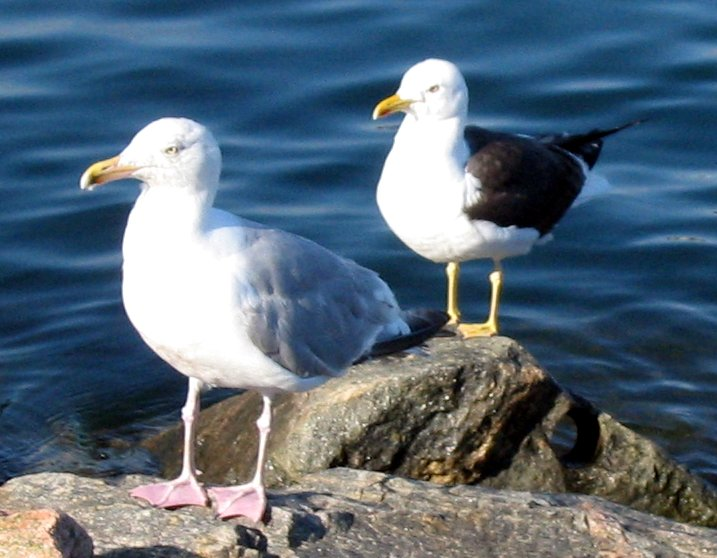
Zilvermeeuw (voor) en kleine mantelmeeuw (achter) in Kristiansand, Noorwegen: twee duidelijk verschillende soorten.

Voorbeelden van hedendaagse ringsoorten zijn meeuwensoorten (Larus), Ensatina eschscholtzii en de grauwe fitis.
Larus (meeuwen) verspreidden zich rond het noordpoolgebied, dat voor deze soorten een onbewoonbare regio is; de variëteiten zilvermeeuw (L. argentatus) en kleine mantelmeeuw (L. fuscus), beide woonachtig in Noord- en West-Europa, kunnen onderling niet voortplanten. Hoewel de meeuwen het klassieke voorbeeld van een ringsoort vormen, heeft mitochondriaal DNA-onderzoek uit 2004 dit in twijfel getrokken, aangezien de Europese zilvermeeuw (L. argentatus argenteus) niet van de Amerikaanse zilvermeeuw (L. argentatus smithsonianus) blijkt af te stammen.
Voor de Ensatina (Ensatina eschscholtzii) is de Central Valley van Californië ongeschikt om te overleven, en vanaf het noorden breidde de salamandersoort langs beide zijden van de vallei haar leefgebied uit, tot de uiteinden bij elkaar kwamen ten zuiden van de vallei; daar waren de E. eschscholtzii en E. klauberi zodanig veranderd dat zij samen geen nakomelingen konden krijgen.
Variëteiten van de grauwe fitis (Phylloscopus trochiloides) ten slotte verspreidden zich vermoedelijk vanuit Nepal om het onbewoonbare Tibetaanse Hoogland heen, om weer samen te komen in Siberië, waar de P. plumbeitarsus en de P. viridanus niet meer in staat bleken onderling voort te planten.
In 2012 beschreven Cacho en Baum een eerste voorbeeld van een ringsoort bij planten. Zij laten zien dat de Euphorbia tithymaloides agg. een groep van soorten uit de wolfsmelkfamilie is die zich als een ring door Midden-Amerika en het Caribisch gebied voortgeplant en ontwikkeld heeft.